# 3-Octin-1-ol
3-Octin-1-ol ist eine organische Verbindung mit der Summenformel C8H14O. Sie gehört zu den primären Alkoholen mit einer zusätzlichen C≡C-Dreifachbindung.